# Trofeo Laigueglia 2021
De 58e editie van de wielerwedstrijd Trofeo Laigueglia werd gehouden op 3 maart 2021. De start en finish waren in Laigueglia. De wedstrijd maakte deel uit van de UCI ProSeries, in de categorie 1.Pro. In 2020 won de Italiaan Giulio Ciccone. Deze editie werd gewonnen door de Nederlander Bauke Mollema.

## Deelnemende ploegen
| WorldTour                          | ProContinentaal             | Continentaal                       |
| ---------------------------------- | --------------------------- | ---------------------------------- |
| AG2R Citroën Team                  | Androni Giocattoli-Sidermec | Beltrami TSA–Tre Colli             |
| Astana-Premier Tech                | Bardiani-CSF-Faizanè        | General Store Essegibi F.lli Curia |
| Bahrain-Victorious                 | DELKO                       | Giotti Victoria–Savini Due         |
| Cofidis, Solutions Crédits         | EOLO-Kometa                 | Mg.k Vis VPM                       |
| Deceuninck–Quick-Step              | Euskaltel-Euskadi           | Team Colpack Ballan                |
| Groupama-FDJ                       | Gazprom-RusVelo             | Work Service-Marchiol-Vega         |
| INEOS Grenadiers                   | Team Arkéa-Samsic           |                                    |
| Intermarché-Wanty-Gobert Matériaux | Team Novo Nordisk           |                                    |
| Movistar Team                      | Vini Zabù                   |                                    |
| Trek-Segafredo                     |                             |                                    |

## Uitslag
| Trofeo Laigueglia 2021 |                      |                                    |          |
| Plaats                 | Naam                 | Ploeg                              | Tijd     |
| Winnaar                | Bauke Mollema        | Trek-Segafredo                     | 4u57'05" |
| 2                      | Egan Bernal          | INEOS Grenadiers                   | + 39"    |
| 3                      | Mauri Vansevenant    | Deceuninck–Quick-Step              | z.t.     |
| 4                      | Clément Champoussin  | AG2R Citroën Team                  | z.t.     |
| 5                      | Giulio Ciccone       | Trek-Segafredo                     | z.t.     |
| 6                      | Mikel Landa          | Bahrain-Victorious                 | z.t.     |
| 7                      | James Knox           | Deceuninck–Quick-Step              | + 57"    |
| 8                      | Andrea Vendrame      | AG2R Citroën Team                  | + 1'01"  |
| 9                      | Biniam Ghirmay Hailu | DELKO                              | z.t.     |
| 10                     | Lorenzo Rota         | Intermarché-Wanty-Gobert Matériaux | z.t.     |

1964 · 1965 · 1966 · 1967 · 1968 · 1969 · 1970 · 1971 · 1972 · 1973 · 1974 · 1975 · 1976 · 1977 · 1978 · 1979 · 1980 · 1981 · 1982 · 1983 · 1984 · 1985 · 1986 · 1987 · 1988 · 1989 · 1990 · 1991 · 1992 · 1993 · 1994 · 1995 · 1996 · 1997 · 1998 · 1999 · 2000 · 2001 · 2002 · 2003 · 2004 · 2005 · 2006 · 2007 · 2008 · 2009 · 2010 · 2011 · 2012 · 2013 · 2014 · 2015 · 2016 · 2017 · 2018 · 2019 · 2020 · 2021 · 2022 · 2023 · 2024 · 2025